# Мьяу-У (царство)
Мьяу-У — средневековое государство, существовавшее на восточном побережье Бенгальского залива на части территорий современных Мьянмы и Бангладеш.
В конце XIV века за влияние над Араканом боролись две основные силы, соперничающие за власть в Мьянме: государства Ава и Хантавади. Они возводили на престол своих ставленников и боролись против ставленников противника.
В 1404 году на араканском троне утвердился царь Нарамейхла (Минсоман), но авские войска через два года снова посадили здесь своего ставленника. Нарамейхла бежал в Бенгальский султанат, связи с которым у Аракана стали более тесными после того, как часть его населения перешла в ислам. Помощь бенгальцев позволила Нарамейхле в 1430 году провозгласить независимость Аракана. В 1433 году он основал новую столицу — Мьяу-У. Освободившись от зависимости от мьянманцев, Аракан стал, однако, вассалом Бенгалии, и посылал туда дань.
В XV веке государство заметно расширилось и к северу, и к югу. Али Хан захватил Сандовей и Раму, Басопьи (Калима Шах) — Читтагонг. О социально-экономической структуре араканского государства этого периода почти ничего не известно.
В XVI веке араканское государство Мьяу-У оказалось вовлечённым в сферу португальской экспансии. Множество португальских флибустьеров, служивших наёмниками при дворе правителя Мьяу-У, расселились в районе Читтагонга и на острове Дианга. Здесь был создан португальский флот, который поначалу помогал правящему дому Мьяу-У отстаивать свою независимость от притязаний Авы, Таунгу и Пегу. Однако вскоре обосновавшиеся там португальцы перестали подчиняться штаб-квартире португальской империи в Гоа, и выступили не только соперниками (совместно с араканскими купцами) своих компатриотов из Гоа, но и грозой всей международной торговли в Бенгальском заливе. Пиратство португальских наёмников в Аракане до известной степени повлияло на торговлю мусульманских купцов в этом регионе.
После того, как династия Таунгу начала объединять Мьянму под своей властью, её правитель Табиншветхи попытался в 1546 году захватить Аракан. Однако, хотя мьянманские войска, усиленные новыми отрядами португальцев во главе с Диего Суарешем ди Меллу, захватили араканский город Сандовей, взять столицу страны город Мьяу-У, также защищаемый с помощью португальских наёмников, им не удалось.
В 1622 году португальские наёмники-феринджи были изгнаны из Аракана, а Читтагонг отошёл к империи Великих Моголов.
В начале XVIII века при правителе Сандавизае араканские войска совершили несколько набегов на долину Иравади, но после его смерти в 1731 году в стране снова началась анархия.
В середине XVIII века началось объединение Мьянмы под властью династии Конбаун. В 1785 году правитель Бодопайя завоевал Аракан.